# Wenceslao Fernández Flórez

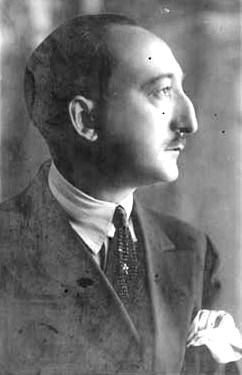
Wenceslao Fernández Flórez

Wenceslao Fernández Flórez (* 11. Februar 1885 in La Coruña; † 29. April 1964 in Madrid) war ein spanischer Journalist und Romancier.
Fernández Flórez arbeitete früh als Journalist für verschiedene Zeitungen seiner Heimatprovinz, nachdem sein Vater starb, als er 15 Jahre alt war. Unter anderem arbeitete er als politischer Korrespondent für El Imparcial und ABC. Viele seiner Artikel erschienen als Crónicas parlamentarias (1914–1936) in Buchform.
1917 erhielt er für seinen Debütroman Volvoreta den Círculo de Bellas Artes; 1926 den spanischen Nationalpreis für Literatur. Seine Romane galten als beispielhafte satirische Zeichnungen der spanischen Verhältnisse, Politik und Gesellschaft unter König Alfons XIII. Bei Ausbruch des Spanischen Bürgerkrieges konnte er seiner Ermordung (wegen "mangelhafter Unterstützung der Frente Popular) nur durch Flucht in die Botschaften von Argentinien und später den Niederlanden entziehen; schließlich kann er das Land verlassen – Ereignisse, die er später in den Romanen Un isla en el mar rojo und La novela número 13 verarbeitete und schilderte.
1945 wird Fernández Flórez in die Real Academia Española aufgenommen; 1959 erhielt er den Orden de Alfonso X el Sabio.
Viele seiner Werke wurden verfilmt; insgesamt zählt man 27 Bearbeitungen seiner Stoffe, die oftmals die Schönheit und den Stolz Galiciens behandeln.

## Werke (Auswahl)
- La tristeza de la paz (1910)
- La procesión de los días (1915)
- Luz de luna (1915)
- Acotaciones de un oyente (Crónicas parlamentarias, 1916)
- Las gafas del diablo(1918)
- Volvoreta (1917)
- Ha entrado un ladrón (1922)
- El secreto de Barba Azul (1923)
- Visiones de neurastenia (1924)
- Las siete columnas (1926)
- Relato inmoral (1927)
- Fantasmas (1930)
- Los que no fuimos a la guerra (1930)
- El malvado Carabel (1931)
- Aventuras del caballero Rogelio de Amaral (1933)
- Una isla en el Mar Rojo (1938)
- La novela número 13 (1941)
- El bosque animado (1943)
- El toro, el torero y el gato (1946)
- Fuegos artificiales (1954)